# Tổng giáo phận Cebu
Tổng giáo phận Danh Thánh Chúa Giêsu Cebu (tiếng Cebuano: Arkidiyosesis sa Labing Balaan nga Ngalan ni Hesus sa Sugbo; tiếng Filipino: Arkidiyosesis ng Cebu; tiếng Tây Ban Nha: Arquidiocesis del Santisimo Nombre de Jesus de Cebu; tiếng Latinh: Archidioecesis Nominis Iesu o Caebuana), thường được gọi tắt là Tổng giáo phận Cebu là một tổng giáo phận của Giáo hội Latinh trực thuộc Giáo hội Công giáo Rôma tại Philippines, quản lí Giáo tỉnh Cebu.

## Lịch sử
Giáo phận Danh Thánh Chúa Giêsu Cebu được thành lập vào ngày 14/8/1595 theo tông sắc Super specula militantis Ecclesiae của Giáo hoàng Clêmentê VIII, trên phần lãnh thổ tách ra từ giáo phận Manila. Cùng lúc đó Giáo phận Manila được nâng cấp thành một tổng giáo phận và Giáo phận Cebu trở thành giáo phận trực thuộc của Tổng giáo phận Manila mới.
Vào ngày 27/5/1865 một phần lãnh thổ của giáo phận được tách ra để thành lập Giáo phận Jaro (hiện là Tổng giáo phận Jaro).
Vào ngày 17/9/1902 lãnh thổ quần đảo Mariana được tách ra khỏi giáo phận để trở thành một Hạt Phủ doãn Tông tòa (tiền thân của Giáo phận Chalan Kanoa).
Vào ngày 10/4/1910 một phần lãnh thổ của giáo phận được tách ra để thành lập Giáo phận Calbayog và Giáo phận Zamboanga (hiện là Tổng giáo phận Zamboanga).
Vào ngày 15/7/1932 một phần lãnh thổ của giáo phận được tách ra để thành lập Giáo phận Bacolod.
Vào ngày 28/4/1934 giáo phận được nâng cấp thành một tổng giáo phận đô thành theo tông sắc Romanorum Pontificum của Giáo hoàng Piô XI.
Vào ngày 8/11/1941 một phần lãnh thổ của giáo phận được tách ra để thành lập Giáo phận Tagbilaran.
Vào ngày 22/7/2003 Bộ Phụng tự và Kỷ luật Bí tích đã xác nhận Đức Mẹ Guadalupe là thánh bổn mạng chính của tổng giáo phận.

## Lãnh đạo giáo phận

### Giám mục Giáo phận Cebu
Các giai đoạn trống tòa không quá 2 năm hay không rõ ràng bị loại bỏ.
- Pedro de Agurto, O.S.A. † (30/8/1595 - 14/10/1608 qua đời)
  - Trống tòa (1608-1612)
- Pedro Arce, O.S.A. † (17/9/1612 - 16/10/1645 qua đời)
  - Trống tòa (1645-1660)
- Juan Vélez † (26/1/1660 - 1662 qua đời)
- Juan López † (23/4/1663 - 14/11/1672 được bổ nhiệm làm Tổng giám mục Tổng giáo phận Manila)
  - Trống tòa (1672-1676)
- Diego de Aguilar, O.P. † (16/11/1676 - 1/10/1692 qua đời)
  - Trống tòa (1692-1697)
- Miguel Bayot, O.F.M.Disc. † (13/3/1697 - 28/8/1700 qua đời)
  - Trống tòa (1700-1705)
- Pedro Sanz de la Vega y Landaverde, O. de M. † (26/1/1705 - 17/12/1717 qua đời)
  - Trống tòa (1717-1722)
- Sebastián Foronda † (2/3/1722 - 20/3/1728 qua đời)
  - Trống tòa (1728-1734)
- Manuel de Ocio y Campo † (20/1/1734 - 21/7/1737 qua đời)
  - Trống tòa (1737-1740)
- Protacio Cabezas † (29/8/1740 - 3/2/1753 qua đời)
  - Trống tòa (1753-1757)
- Miguel Lino de Ezpeleta † (18/7/1757 - 1771 qua đời)
  - Trống tòa (1771-1775)
- Mateo Joaquín Rubio de Arevalo † (13/11/1775 - 1788 qua đời)
  - Trống tòa (1788-1792)
- Ignacio de Salamanca † (24/9/1792 - tháng 2/1802 qua đời)
- Joaquín Encabo de la Virgen de Sopetrán, O.A.R. † (20/8/1804 - 8/11/1818 qua đời)
  - Trống tòa (1818-1825)
- Francisco Genovés, O.P. † (21/3/1825 - 1/8/1827 qua đời)
- Santos Gómez Marañón, O.S.A. † (28/9/1829 - 23/10/1840 qua đời)
  - Trống tòa (1840-1846)
- Romualdo Jimeno Ballesteros, O.P. † (19/1/1846 - 17/3/1872 qua đời)
  - Trống tòa (1872-1876)
- Benito Romero, O.F.M. † (28/1/1876 - 7/10/1885 qua đời)
- Martín García y Alcocer, O.F.M. † (7/6/1886 - 17/7/1903 từ nhiệm[5])
- Thomas Augustine Hendrick † (17/7/1903 - 29/11/1909 qua đời)
- Juan Bautista Gorordo † (2/4/1910 - 19/6/1931 từ nhiệm[6])

### Tổng giám mục đô thành Cebu
| Tổng giám mục | Tổng giám mục | Tổng giám mục              | Thời gian quản nhiệm                      | Huy hiệu | Ghi chú                                                                              |
| ------------- | ------------- | -------------------------- | ----------------------------------------- | -------- | ------------------------------------------------------------------------------------ |
| 1.            |               | Gabriel M. Reyes           | 28/4/1934 – 25/8/1949 (15 năm, 119 ngày)  |          | Được bổ nhiệm làm Giám mục phó Tổng giáo phận Manila & Tổng giám mục hiệu tòa Phulli |
| 2.            |               | Hồng y Julio Rosales y Ras | 17/12/1949 – 24/8/1982 (32 năm, 250 ngày) |          | Thăng Hồng y bởi Giáo hoàng Phaolô VI vào ngày 28/4/1969                             |
| 3.            |               | Hồng y Ricardo Vidal       | 24/8/1982 – 15/10/2010 (28 năm, 52 ngày)  |          | Thăng Hồng y bởi Giáo hoàng Gioan Phaolô II vào ngày 25/5/1985                       |
| 4.            |               | Jose S. Palma              | 15/10/2010–nay (14 năm, 165 ngày)         |          |                                                                                      |

## Thống kê
Đến năm 2021, trên toàn tổng giáo phận có 4.588.435 giáo dân trên dân số tổng cộng 5.242.499, chiếm 87,5%.
| Năm  | Dân số    | Dân số    | Dân số | Linh mục      | Linh mục       | Linh mục      | Linh mục                | Phó tế | Tu sĩ     | Tu sĩ    | Giáo xứ |
| Năm  | giáo dân  | tổng cộng | %      | linh mục đoàn | linh mục triều | linh mục dòng | tỉ lệ giáo dân/linh mục | Phó tế | nam tu sĩ | nữ tu sĩ | Giáo xứ |
| ---- | --------- | --------- | ------ | ------------- | -------------- | ------------- | ----------------------- | ------ | --------- | -------- | ------- |
| 1950 | 1.112.264 | 1.122.132 | 99,1   | 134           | 74             | 60            | 8.300                   |        | 59        | 87       | 64      |
| 1958 | 1.139.000 | 1.169.081 | 97,4   | 188           | 103            | 85            | 6.058                   |        | 105       | 189      | 71      |
| 1970 | 1.733.077 | 1.810.000 | 95,8   | 268           | 138            | 130           | 6.466                   |        | 149       | 307      | 89      |
| 1980 | 1.998.209 | 2.326.000 | 85,9   | 281           | 147            | 134           | 7.111                   |        | 190       | 426      | 105     |
| 1990 | 2.285.000 | 2.570.000 | 88,9   | 331           | 193            | 138           | 6.903                   |        | 314       | 528      | 119     |
| 1999 | 2.733.290 | 3.159.648 | 86,5   | 502           | 265            | 237           | 5.444                   |        | 417       | 818      | 135     |
| 2000 | 2.787.956 | 3.222.841 | 86,5   | 501           | 275            | 226           | 5.564                   |        | 465       | 879      | 136     |
| 2001 | 2.815.836 | 3.255.070 | 86,5   | 489           | 277            | 212           | 5.758                   |        | 471       | 988      | 137     |
| 2002 | 2.843.994 | 3.287.621 | 86,5   | 569           | 283            | 286           | 4.998                   |        | 556       | 990      | 138     |
| 2003 | 2.872.434 | 3.320.497 | 86,5   | 592           | 293            | 299           | 4.852                   |        | 641       | 995      | 138     |
| 2004 | 3.268.081 | 3.652.546 | 89,5   | 589           | 299            | 290           | 5.548                   |        | 607       | 927      | 138     |
| 2006 | 3.415.000 | 3.789.000 | 90,1   | 738           | 292            | 446           | 4.627                   |        | 744       | 1.020    | 137     |
| 2013 | 4.079.738 | 4.609.590 | 88,5   | 613           | 336            | 277           | 6.655                   | 1      | 1.078     | 1.144    | 145     |
| 2016 | 4.299.779 | 4.874.961 | 88,2   | 612           | 339            | 273           | 7.025                   |        | 1.095     | 977      | 165     |
| 2019 | 4.445.125 | 5.078.760 | 87,5   | 614           | 346            | 268           | 7.239                   |        | 1.071     | 1.047    | 167     |
| 2021 | 4.588.435 | 5.242.499 | 87,5   | 612           | 362            | 250           | 7.497                   |        | 1.053     | 1.043    | 167     |